# Collins (Mississippi)
Collins é uma cidade localizada no estado americano de Mississippi, no Condado de Covington.

## Demografia
Segundo o censo americano de 2000, a sua população era de 2683 habitantes.
Em 2006, foi estimada uma população de 2779, um aumento de 96 (3.6%).

## Geografia
De acordo com o United States Census Bureau tem uma área de
19,8 km², dos quais 19,7 km² cobertos por terra e 0,1 km² cobertos por água. Collins localiza-se a aproximadamente 138 m acima do nível do mar.

## Localidades na vizinhança
O diagrama seguinte representa as localidades num raio de 28 km ao redor de Collins.